# Kontinent
Kontinent (перевод на рус. Континент) — люксембургский дуэт, вместе с Марион Вельтер представлявший свою страну на конкурсе песни Евровидение 1992. В состав коллектива входят Аб ван Гоор (люкс. Ab van Goor) и Янг Линстер (люкс. Jang Linster). На конкурсе музыканты исполнили песню «Sou fräi» (рус. Всё свободно). Примечательно, что это была одна из немногих песен за всю историю Евровидения, которая была исполнена на люксембургском языке. Конкурсное выступление прошло малоуспешно: набрав всего 10 баллов, коллектив занял двадцать первое место.